# Перегрузненское сельское поселение
Перегру́зненское се́льское поселе́ние — сельское поселение в Октябрьском районе Волгоградской области.
Административный центр и единственный населённый пункт в составе сельского поселения — село Перегрузное.

## Население
| 2010 | 2012 | 2013 | 2014 | 2015 | 2016 | 2017 |
| ---- | ---- | ---- | ---- | ---- | ---- | ---- |
| 674  | ↗676 | ↘674 | ↘667 | ↘653 | ↘639 | ↗645 |
| 2018 | 2019 | 2020 | 2021 |      |      |      |
| ↗647 | ↘634 | ↘630 | ↘628 |      |      |      |

## Состав сельского поселения
| № | Населённый пункт | Тип населённого пункта       | Население |
| - | ---------------- | ---------------------------- | --------- |
| 1 | Перегрузное      | село, административный центр | ↘628      |

## Местное самоуправление
Глава – Кайдышев Сайпулла Муташович
Телефон/факс: 8(84475) 6-65-33
Адрес администрации: 404313, Волгоградская область, Октябрьский район, с. Перегрузненское.